# آب‌انبار بندو
آب‌انبار بندو مربوط به دوره قاجار است و در شهرستان عسلویه، بخش مرکزی، روستای بندو واقع شده و این اثر در تاریخ ۲۸ اسفند ۱۳۸۵ با شمارهٔ ثبت ۱۸۶۵۵ به‌عنوان یکی از آثار ملی ایران به ثبت رسیده است.